# Takeshi Inoue
Takeshi Inoue (n. 30 septembrie 1928 - d. 5 aprilie 1992) a fost un fotbalist japonez.

## Statistici
| Japonia | Japonia | Japonia |
| An      | Meciuri | Goluri  |
| ------- | ------- | ------- |
| 1954    | 1       | 0       |
| Total   | 1       | 0       |